# Фелекан
Фелекан (*Felecanus, д/н —бл.930) — правитель Бретані у 925—930 роках.

## Життєпис
Про нього відомо вкрай замало. Був одним з норманських військовиків. Деякий час діяв в Ірландії. З невідомих причин приєднався до норманської коаліції на чолі з морськими конунгами Оттаром і Хроальдом. Разом з останніми протягом 913—914 років захопив Бретань.
Діяльність Фелекана невідома протягом 919—925 років. Можливо отримав частину Бретані. Брав участь у походах проти Західно-Франкського королівства та феодалів Нейстрії. У 925 році після правителя Рагенольда став новим бретонським володарем.
В його правління почалося повстання бретонців на чолі з Аленом II і Юдмкаелем Беранже, графом Ренна. В ході цієї боротьби Фелекон загинув у 930 році. Новим володарем став Інкон.